# هلال العامري
هلال بن محمد بن هلال العامري (1 أكتوبر 1953 - 5 فبراير 2022) شاعر عماني. ولد في سمائل. مجاز في الإدارة والاقتصاد من جامعة دنفر الأميركية سنة 1978 وحصل على دبلوم إدارة جامعة من جامعة ديوك في كارولينا، ودبلوم إدارة تلفزيونات من جامعة مانشستر في بريطانيا. عمل مديرًا عامًا للتلفزيون العُماني، ثم نائبًا للأمين العام لجامعة السلطان قابوس، ثم مديرًا عامًا للثقافة في وزارة التراث القومي والثقافة. له دواوين شعرية عديدة.

## سيرته
ولد هلال بن محمد بن هلال العامري يوم 1 أكتوبر 1953/ 23 محرم 1373 بولاية سمائل بسلطنة عمان. تلقى تعليمه قبل الجامعي في الإمارات، وتنقل في المرحلة الجامعية بين بيروت وبريطانيا والولايات المتحدة، وتخرج في جامعة دنفر الأميركية عام 1978 بدرجة البكالوريوس في تخصص الإدارة والاقتصاد. حصل على دبلوم عال في التخطيط السكاني في تونس، وعلى دبلوم في إدارة القنوات التلفزيونية من جامعة مانشستر ببريطانيا، وعلى دبلوم عال في إدارة الجامعات في جامعة ديوك بكارولينا الشمالية في الولايات المتحدة.

عمل مديرًا عامًا للتلفزيون العماني في 1985، ثم انتقل إلى سلك التعليم العالي نائبًا لأمين عام جامعة السلطان قابوس من 1985 حتى 1990، ثم مشرفًا عامًا على المركز الثقافي العماني والمنتدى الأدبي أيضا، كما عمل مديرًا عاما للثقافة بوزارة التراث والثقافة بعمان من 1995 حتى 2000.

توفي هلال بن محمد العامري يوم 5 فبراير 2022/ 3 رجب 1443 عن عمر 68 عاما.

## جوائز وأوسمة
- 2006: حصل على وسام السلطان قابوس للثقافة والعلوم والفنون.
- 2009: حصل على وسام التقدير للخدمة المدنية الجيدة.
- 2013: حصل على وسام المشاركات الأدبية والثقافية من الأمانة العامة لدول مجلس التعاون لدول الخليج العربي.[2]

## مؤلفاته
- رياح للمسافر بعد القصيدة
- هودج الغربة، 1983
- قطرة في زمن العطش، 1985
- الكتابة على جدر الصمت، 1987
- استراحة في زمن القلق، 1989
- الألق الوافد، 1991

جمع البرنامج الوطني لدعم الكتاب في سلطنة عمان أعماله في كتاب باسم الأعمال الكاملة للشاعر هلال العامري نشرت في 2013.